# Mouldougoua
Mouldougoua és una localitat del Camerun situada al departament de Mayo-Tsanaga, a la Regió de l'Extrem-Nord, prop de la frontera amb Nigèria. Forma part del districte de Mayo-Moskota i del cantó de Moskota.

## Població
En el període entre 1966 i 1967, la localitat comptava amb 1.300 habitants.
En el cens de 2005, s'hi van xifrar 777 persones.